# Acrotomodes borumata
Acrotomodes borumata är en fjärilsart som beskrevs av William Schaus 1901. Acrotomodes borumata ingår i släktet Acrotomodes och familjen mätare. Inga underarter finns listade i Catalogue of Life.